# كينيث هيشت
كينيث هيشت (بالإنجليزية: Kenneth Hecht)‏ هو محامي أمريكي، ولد في 1934.